# Nauclea parva
Nauclea parva là một loài thực vật có hoa trong họ Thiến thảo. Loài này được (Havil.) Merr. mô tả khoa học đầu tiên năm 1915.